# 8081 Leopardi
A 8081 Leopardi (ideiglenes jelöléssel 1988 DD) a Naprendszer kisbolygóövében található aszteroida. Az Osservatorio San Vittore fedezte fel 1988. február 17-én.